# Giovanni Maria Baratta
Giovanni Maria Baratta, född i Montemarcello, död efter 1679, var en italiensk skulptör och arkitekt under barockepoken, med verksamhet dokumenterad från cirka 1651 till 1666. Han var son till Iacopo Baratta och bror till Francesco Baratta och Isidoro Baratta.

## Biografi
Giovanni Maria Baratta inledde sin konstnärliga bana som träsnidare och ciselör, innan han med brodern Francesco for till Rom. 
Den inflytelserike adelsmannen Camillo Pamphili engagerade 1651 Baratta, nu elev till Alessandro Algardi, vid restaureringen av kyrkan San Nicola da Tolentino. Efter Algardis död 1654 fullbordade Baratta kyrkan och ritade dess fasad. Under 1660-talet arbetade Baratta med Cappella di San Tommaso di Villanova, ett sidokapell invigt åt den helige Tomas av Villanova, i basilikan Sant'Agostino. Beställare här var ännu en gång Camillo Pamphili, vilken även engagerade Melchiorre Cafà, Ercole Ferrata och Andrea Bergondi för kapellets utsmyckning.
År 1660 blev Baratta ledamot av Accademia di San Luca och kom att arbeta under Carlo Rainaldi vid fullbordandet av Sant'Agnese in Agone vid Piazza Navona. Tillsammans med Antonio del Grande uppförde Baratta, efter Francesco Borrominis ritningar, kyrkans bägge klocktorn.

## Verk i urval
- Klocktornen – Sant'Agnese in Agone[6]
- Dekoration, Cappella di San Tommaso di Villanova – Sant'Agostino[2]
- Fasaden – San Nicola da Tolentino[7]
- Vigvattenskålar – San Nicola da Tolentino[7]

## Bilder
| - Fasaden till San Nicola da Tolentino. - Cappella di San Tommaso da Villanova i Sant'Agostino. |